# Кенет Стар
Кенет Стар Уинстън (на английски: Kenneth W. Starr) е американски университетски преподавател, юрист (съдия, прокурор).
Той е назначен за независим прокурор, за да разследва самоубийството на съветника Винс Фостър в Белия дом и аферата „Уайтуотър“ (Whitewater) около сделките на президента Бил Клинтън със земя.
По-късно представя пред Конгреса на САЩ доклад за Клинтън, който дава началото на разследване, започнало от разкритията около скандала със стажантката в Белия дом Моника Люински.
Понастоящем (2009) работи като декан в университета Pepperdine и преподава право в Малибу, Калифорния.